# Yuri Völsch
Yuri Völsch (* 2002 in Berlin) ist ein deutscher Schauspieler.

## Leben und Karriere
Yuri Völsch wuchs in Berlin auf. Seit 2014 tritt er in Film- und Fernsehproduktionen in Erscheinung und wirkte auch in einigen Werbespots mit.
Yuri Völsch wohnt in Berlin.

## Filmografie (Auswahl)

### Fernsehen
- 2015: Käthe Kruse
- 2015: Simon sagt auf Wiedersehen zu seiner Vorhaut
- 2018: Unschuldig
- 2018–2019: Die Eifelpraxis (Fernsehreihe, 3 Folgen)
- 2020: Werkstatthelden mit Herz (Fernsehfilm)
- 2021: In aller Freundschaft – Die Krankenschwestern (Fernsehserie, Folge 13)
- 2021: Erzgebirgskrimi – Der Tote im Burggraben
- 2021: Ein starkes Team: Die letzte Runde
- 2021: Tod von Freunden
- 2022–2023: Doppelhaushälfte
- 2022: Das Boot
- 2022: Großstadtrevier: Das Gesicht des Bösen
- 2022: SOKO Leipzig: Mein fremdes Kind
- 2023: Bettys Diagnose: Unter Beobachtung
- 2023: Polizeiruf 110: Ronny
- 2023: Tatort: Game Over
- 2023: Der Greif (Fernsehserie)
- 2024: WaPo Berlin: Das Ende eines Traums (Fernsehserie)
- 2024: Notruf Hafenkante: Zwangsvollstreckung

### Kino
- 2015: Winnetous Sohn
- 2017: LOMO – The Language of Many Others
- 2017: Rakete Perelman
- 2018: Bester Mann
- 2021: Generation Beziehungsunfähig